# Enefiok Udo-Obong
Enefiok Udo-Obong (* 22. Mai 1982) ist ein nigerianischer Sprinter, der sich auf den 400-Meter-Lauf spezialisiert hat. Seine größten Erfolge feierte er mit der nigerianischen 4-mal-400-Meter-Staffel.
Bei den Olympischen Spielen 2000 in Sydney gewann er mit der Staffel die Silbermedaille. Im Finale stellte er als Schlussläufer gemeinsam mit Clement Chukwu, Jude Monye und Sunday Bada mit einer Zeit von 2:58,68 min einen neuen Afrikarekord auf. Im August 2008 wurde die ursprünglich siegreiche US-amerikanische Staffel wegen eines Dopingvergehens ihres Läufers Antonio Pettigrew nachträglich disqualifiziert. Seit Juli 2012 wurde der nigerianischen Staffel offiziell das Gold zuerkannt.
Bei den Olympischen Spielen 2004 in Athen war er wieder Schlussläufer in der Staffel. Gemeinsam mit James Godday, Musa Audu und Saul Weigopwa holte er in 3:00,90 min die Bronzemedaille.
Bei den Commonwealth Games 2006 in Melbourne wurde Udo-Obong im 200-Meter-Lauf Siebter in 20,69 s und belegte mit der 4-mal-400-Meter-Staffel den fünften Platz. Außerdem wurde er zweimal nigerianischer Landesmeister, 2002 über 400 und 2005 über 200 Meter.
Enefiok Udo-Obong hat bei einer Körpergröße von 1,87 m ein Wettkampfgewicht von 86 kg.

## Bestleistungen
- 200 m: 20,67 s, 22. März 2006, Melbourne
- 400 m: 45,68 s, 21. Juli 2000, Lagos